# Meilerberg
Meilerberg – wzgórze we Frankfurcie nad Odrą, w dzielnicy Hohenwalde, kilkaset metrów na wschód od jej zwartej zabudowy, tuż przy drodze krajowej B87 (po jej wschodniej stronie).
Wysokość wzgórza wynosi 75,3 m.